# Herbier médiéval
Pour des articles plus généraux, voir Herbier et Herbier artificiel.

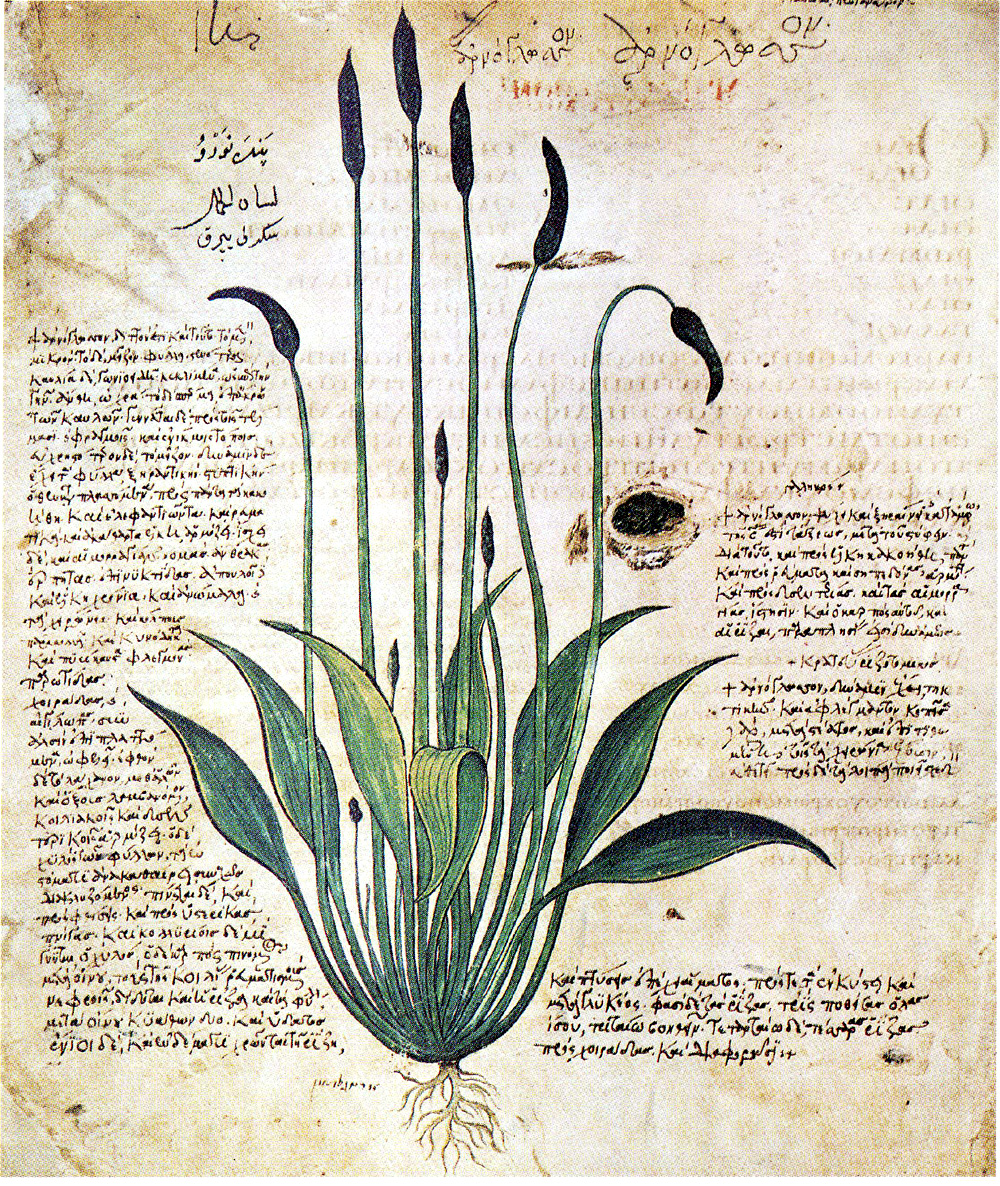
Plantago asiatica L., feuillet manuscrit du Dioscoride de Vienne (De materia medica, VIe siècle). Conservé à la bibliothèque nationale d'Autriche (Vienne).

Un herbier médiéval est un livre de botanique qui était, au Moyen Âge, consacré aux plantes médicinales et répertoriait les produits provenant de ces plantes, plus rarement d'animaux et de minéraux. Il s'agissait de remèdes simples, composés d'un seul ingrédient, provenant de la nature, en particulier des plantes.

## Caractéristiques
Dans le domaine des sciences descriptives, telles que la botanique, la zoologie ou l'anatomie, la transmission efficace d'informations est sans aucun doute facilitée si les descriptions peuvent s'accompagner d'illustrations. 
Pendant la période manuscrite, avant l'invention de l'imprimerie, les écrits étaient illustrés pour les rendre plus intelligibles ; et à cette fin les textes étaient accompagnés d'illustrations en couleurs. Cependant, les copistes successifs, et cela s'est produit pendant environ mille ans, introduisaient progressivement des distorsions, de sorte que les illustrations, au lieu d'être une aide, devenaient un obstacle à la clarté et la précision des descriptions. 
Par ailleurs, les auteurs qui avaient renoncé à intégrer des illustrations dans leurs textes, ont constaté que les descriptions étaient insuffisantes pour permettre la reconnaissance et l'identification des espèces concernées, d'autant plus que les mêmes plantes pouvaient recevoir des noms différents dans des lieux différents et que la langue botanique n'était pas très développée. 

À partir de là, de nombreux auteurs renoncèrent aussi à décrire leurs plantes donnent et se contentèrent d'énumérer tous les noms qu'ils connaissaient pour chaque plante (synonymes), ainsi que les maladies humaines pour lesquelles elles s'étaient avérées bénéfiques.
L'herbier a une longue tradition manuscrite. Depuis la fin de l'Antiquité et tout au long du Moyen Âge, les traités sur les plantes et leurs propriétés curatives ont été copiés sans fin sur la base des textes grecs. Dans ce processus de copie, les textes originaux ont été lentement transformés du fait des traductions, des interpolations de nouveaux textes, des influences du monde arabe, juif ou byzantine, au point que, à partir de quelques textes originaux, la diversité des textes en résultant à la fin du Moyen Âge, au moment de la naissance de l'imprimerie, était très grande.
Les informations d'un herbier étaient structurées d'une manière très semblable, avec plus ou moins d'étendue :
- nom de la plante,
- synonymes,
- caractéristiques,
- répartition géographique et habitat,
- premiers auteurs ayant cité la plante,
- propriétés curatives,
- mode de collecte et préparation,
- remèdes pouvant être préparés avec elle,
- maladies traitées par la plante,
- principales contre-indications.

Dans le cas des herbiers illustrés, l'image de la plante précédait généralement le texte.

## Histoire
Dans l'histoire de l'herbier médiéval, on peut distinguer deux périodes, qui coïncident approximativement avec le haut et le bas Moyen Âge. Dans la première période, les herbiers ont une source prédominante, le traité médical de Dioscoride, De materia medica, écrit en grec au Ier siècle, qui est diffusé dans de multiples variantes à travers l'Europe, jusqu'à l'arrivée de l'imprimerie.

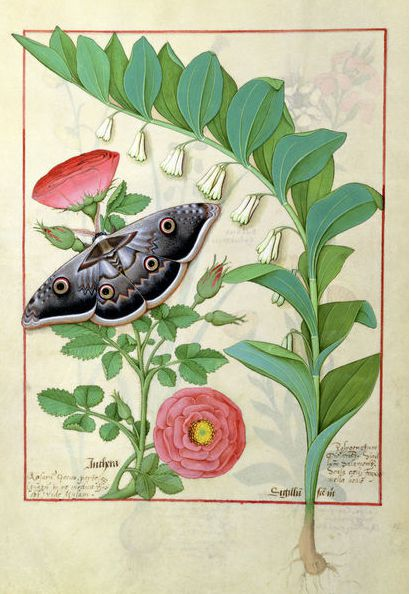
Rose et sceau de Salomon, feuillet illustré (par Robinet Testard, vers 1470) du Livre des simples médecines attribué à Matthaeus Platearius (1161).

À partir des XIIe et XIIIe siècles, on compile de nouveaux herbiers, cette fois sous l'influence dominante de l'école de médecine de Salerne, établie dans la ville italienne de Salerne, qui bénéficiait également de la proximité de l'abbaye du Mont-Cassin. L'influence de Byzance et du monde arabe dans le sud de l'Italie ont fait de la ville un centre international de l'activité médicale, qui eut une influence dans tout l'Occident chrétien médiéval. Quelles qu'en soient les raisons, le fait est que déjà au début du XIe siècle exerçaient et enseignaient à Salerne des médecins de renom, qui écrivaient de courts traités, avec une intention didactique. 
Jusqu'à la fin du Moyen Âge, toutefois, apparaît un nouveau type d'herbiers, tous illustrés. 

Le texte botanique qui eut la plus grande autorité fut probablement le Livre des simples médecines (Liber de simplici medicina) rédigé par Matthaeus Platearius, connu sous le nom de Circa instans parce que c'est par ces mots que commence le texte. Il décrit environ cinq cents plantes, avec des données telles que l'origine géographique, les noms grec et latin, les conditions de conservation et de leurs principales vertus. Leurs sources sont, en premier lieu, De materia medica dans sa version latine, mais aussi d'autres textes d'intérêt botanique, tel que l'Herbarius d'Apulée platonicien.
Après l'invention de l'imprimerie à caractères mobiles, les livres deviennent raisonnablement abordables et beaucoup plus répandus, contrairement aux manuscrits. Des ouvrages sur les plantes médicinales sont publiées en langue vernaculaire (et non en latin, la langue des savants) avec succès. En France, en Angleterre et d'autres pays européens, et tout particulièrement en Allemagne, de nombreuses éditions apparaissent de l'époque moderne jusqu'au XVIIIe siècle.
Les premiers herbiers imprimés comprennent une édition de 1471 du De proprietatibus rerum (de) de Barthélemy l'Anglais, qui contient une section sur les plantes classées par ordre alphabétique, et la première impression en 1477 par Anton Koberger d'un extrait de Das Buch der Natur de Konrad von Megenberg.
Bartholomeus Ghotan publie en 1483 le Promptuarium medicinae comme premier manuel pharmacologique imprimé en bas allemand ; en 1484 Peter Schoeffer publie l'Herbarius moguntinus.